# Narcissus graellsii
Narcissus graellsii o campanilla es una especie  de la familia de las Amarilidáceas.

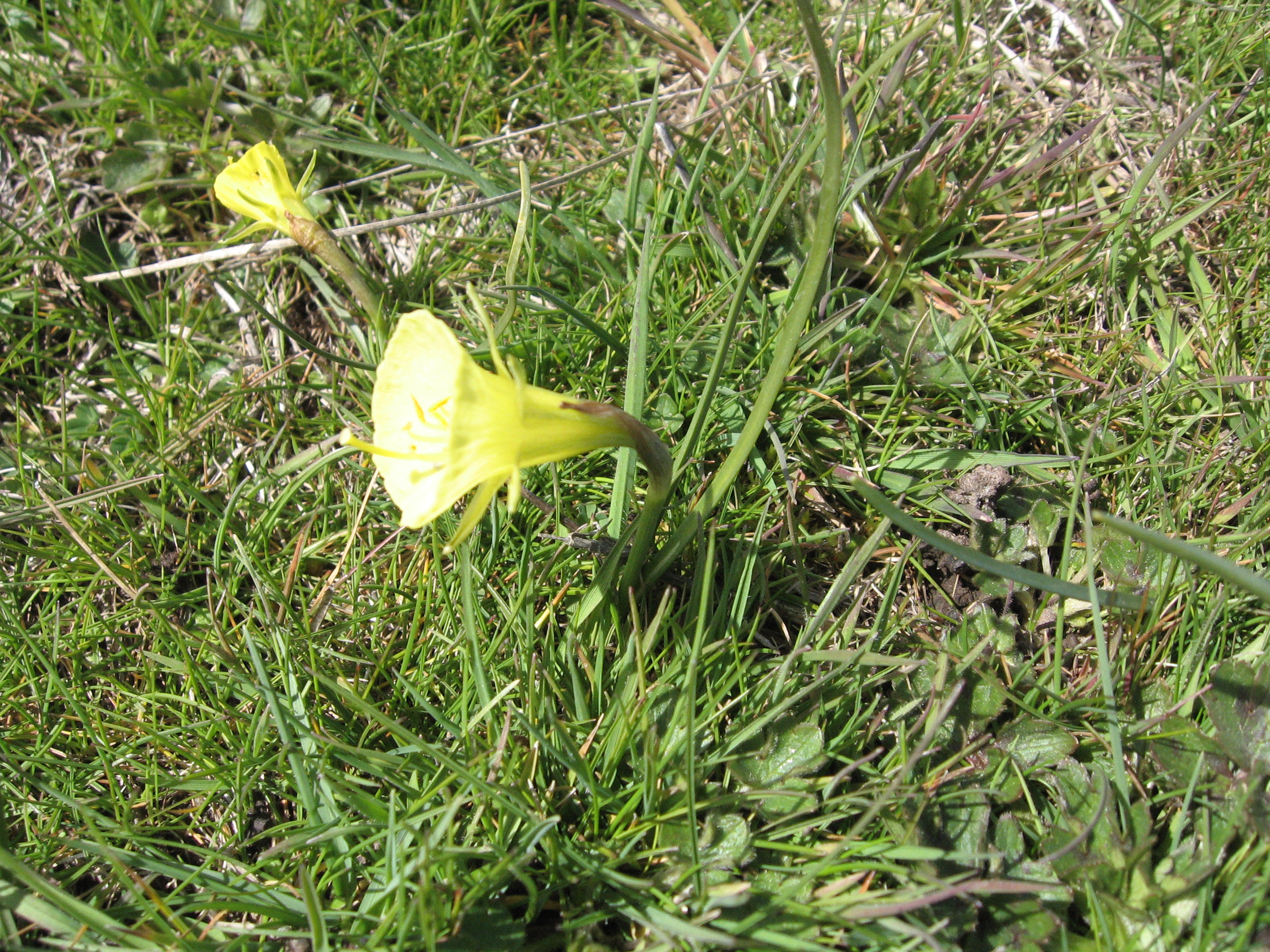
Vista de la planta en su hábitat

## Descripción
Pequeña planta de 5-10 cm, erecta sobre un pequeño tallo a partir de una pequeña cebolleta o bulbo sobre la cual, durante la primavera generalmente, surge una sola flor de color amarillo limón, rompiendo la espata membranosa donde se desarrolla, la cual permanece seca y visible sobre la parte inferior de la flor. Al igual que su congénere el narciso pálido, tiene 2 tipos de piezas florales, si bien en este caso las externas se abren como máximo perpendicularmente y las internas forman una corona más ancha que la de aquel, con forma totalmente acampanada y siempre más o menos doblada lateralmente. Es de mayor tamaño que el narciso de las nieves.

## Distribución y hábitat
Es un endemismo del Sistema Central en la península ibérica.  Forma grupos de plantas dispersas en las praderas frescas, surgiendo a la vez que los brotes de hierba.

## Taxonomía
Narcissus graellsii fue descrita por Webb ex Graells y publicado en Mem. Real Acad. Ci. Exact. Madrid 2: 471 1859.
Etimología
Narcissus nombre genérico que hace referencia  del joven narcisista de la mitología griega Νάρκισσος (Narkissos) hijo del dios río Cephissus y de la ninfa Leiriope; que se distinguía por su belleza. 
El nombre deriva de la palabra griega: ναρκὰο, narkào (= narcótico) y se refiere al olor penetrante y embriagante de las flores de algunas especies (algunos sostienen que la palabra deriva de la palabra persa نرگس y que se pronuncia Nargis, que indica que esta planta es embriagadora). 
graellsii: epíteto otorgado en honor del botánico español Mariano de la Paz Graells.
Sinonimia
- Corbularia albicans Haw.
- Corbularia aurea (Delile) Haw.
- Corbularia bulbocodium subsp. aurea (Delile) Nyman
- Corbularia cantabrica Haw.
- Corbularia filifolia M.Roem.
- Corbularia graellsii (Webb ex Graells) Webb ex Willk. & Lange
- Corbularia herbertii Rouy
- Corbularia lobulata (Haw.) Haw.
- Corbularia schultesii M.Roem.
- Corbularia serotina Haw.
- Corbularia tenuifolia (Salisb.) Salisb.
- Corbularia turgida (Salisb.) Salisb.
- Narcissus aureus Delile	'
- Narcissus bulbocodium var. graellsii (Webb ex Graells) Baker
- Narcissus bulbocodium subsp. graellsii (Webb ex Graells) K.Richt.
- Narcissus bulbocodium var. seortinus (Haw.) A.Fern.
- Narcissus bulbocodium var. tenuifolius (Salisb.) Baker
- Narcissus candicans Haw. ex Willk. & Lange
- Narcissus conspicuus (Haw.) D.Don
- Narcissus coornei DC.
- Narcissus graellsii Webb ex Graells
- Narcissus inflatus Haw.
- Narcissus lobulatus Haw.
- Narcissus megacodium Durand ex Munby
- Narcissus pallidus Graells ex Nyman
- Narcissus tenuifolius Salisb.
- Narcissus turgidus Salisb.
- Queltia coornei (DC.) M.Roem.
- Stephanophorum infundibuliformis Dulac[3]